# Transiente Osteoporose
Als transiente Osteoporose, auch transitorische Osteoporose oder Knochenmarködem-Syndrom (KMÖS), wird eine schmerzhafte zeitlich begrenzte Erkrankung der Hüfte, selten anderer Knochen, bezeichnet, deren Ursache bislang nicht geklärt wurde. Das klassische Leitsymptom der transienten Osteoporose ist ein spontaner Schmerz im Bereich der Hüftgelenke.
Zuerst beschrieben 1959 Curtiss und Kincaid die transiente Osteoporose bei drei Frauen in der Schwangerschaft. Einige Wissenschaftler stufen die transiente Osteoporose als reversibles erstes Stadium der Knochennekrose ein, als Stadium „ARCO 0“. Diese Auffassung ist jedoch nicht allgemeiner Konsens. Hingegen besteht Einigkeit darin, dass die transiente Osteoporose selbstlimitierend ist und nicht in eine Knochennekrose übergeht.
Die transiente Osteoporose betrifft mehrheitlich Männer im mittleren Lebensalter, und deutlich seltener Frauen (etwa 3:1), sie wird bei unbekannter Ätiologie auch als idiopathisches Knochenmarködemsyndrom (KMÖS) bezeichnet.
Die transiente Osteoporose kann auch sekundär auftreten:
- im letzten Trimenon der Schwangerschaft und nachfolgend während der Stillzeit (postpartal), auch als Schwangerschaftsassoziierte Osteoporose bezeichnet, teilweise verbunden mit Kompressionsfrakturen (besonders der Lendenwirbelsäule)
- bei einer Algodystrophie (Morbus Sudeck)
- als traumatische Knochenmark-Kontusion (bone bruise)

## Befund
Klinisch zeigen die Patienten akute, langsam zunehmende Belastungsschmerzen und Leistenschmerzen mit einem hinkenden Gangbild, jedoch selten Nacht- oder Ruheschmerzen. Meist sind Abduktion, Flexion und Innenrotation leicht eingeschränkt, wobei die Bewegungseinschränkung deutlich geringer ist, als die funktionelle Behinderung und Schmerzen erwarten lassen.
Blutuntersuchungen bleiben negativ, ohne erhöhte Entzündungswerte (C-reaktives Protein und  Blutsenkungsgeschwindigkeit). Die Rheuma-Serologie ist ebenfalls negativ.
Beim primären KMÖ (KMÖS, Knochenmarkkontusion, Mikrofrakturen und Stress-KMÖ) ist das Nativröntgen unauffällig, da eine Osteopenie erst ab etwa 40 % Verlust an Knochendichte des Knochenmarks im Röntgen sichtbar wird. Gelegentlich kann sich nach 4–6 Wochen lediglich eine fokale Osteopenie („transiente Osteoporose“) zeigen. Bei allen anderen handelt es sich um sekundäre KMÖ, die die mehr oder weniger charakteristischen Veränderungen der Grundkrankheit zeigen.
Sowohl die Diagnose als auch die Differentialdiagnose mit einer Abgrenzung zu einer Osteonekrose können mit der Magnetresonanztomographie (MRT) meist zuverlässig gestellt werden. Dort zeigt sich typischerweise eine verminderte Signalintensität in den T1-gewichteten Aufnahmen und eine stark vermehrte Signalintensität in den T2-gewichtete Aufnahmen und besonders in den STIR-Sequenzen, jedoch ohne Nekrosezone, oder subchondrale Frakturlinie. Dieses Knochenmarködem zeigt sich meist im Hüftkopf und im Oberschenkelhals bis hinunter zur intertrochantären Region, wo der Ödembereich scharf abgegrenzt ist. Diese Ausdehnung und scharfe Begrenzung ist typisch und grenzt die transiente Osteoporose ebenso wie eine fehlende Nekrosezone und fehlende subchondrale Veränderung von einer Femurkopfnekrose ab.
Alternativ kann eine Skelettszintigrafie durchgeführt werden, die ebenfalls eine stark erhöhte Signalintensität aufzeigt als Zeichen des vermehrten Knochenstoffwechsels, aber ohne eine Aussparung (cold defect) im Hüftkopf, was eine Osteonekrose ausschließt.

## Therapie
Die Behandlung der primären KMÖ besteht in einer teilweisen oder vollständigen Entlastung, Schmerztherapie (Analgetika und NSAR) sowie Physiotherapie mit dem Ziel, Mikrofrakturen und pathologische Kompressionsfrakturen des weniger belastbaren Knochens zu vermeiden. Aminobisphosphonate können hilfreich sein und die Heilung beschleunigen. Calcitonin und Cortison wurden oft eingesetzt, konnten aber in Studien keine nachweisbare Wirkung zeigen. Aufgrund des zeitlich begrenzten Ablaufs sind Beruhigung des Patienten und Geduld notwendig. Die bei der Femurkopfnekrose durchgeführte chirurgische Entlastungs-Anbohrung des Hüftkopfes ist nicht indiziert.
Ohne fundierten Wirksamkeitsnachweis werden im Off-Label-Use (also außerhalb der Zulassung) auch die Hyperbare Sauerstofftherapie, Prostacyclin und Prostacyclinanaloga, wie z. B. Ilomedin oder Iloprost, zur Behandlung eingesetzt.
Trotz Therapie bestehen die Beschwerden mindestens vier Wochen, oft etwa drei bis sechs Monate lang. Ein protrahierter, d. h. verzögerter Verlauf über zwölf bis achtzehn Monate ist möglich, eine Chronifizierung ist nicht beschrieben. Die transiente Osteoporose heilt folgenlos aus.